# Wignerdistributie
Wignerdistributie of Wigner–Ville-distributie, naar Eugene Wigner en Jean-André Ville genoemd, is een op wiskunde gebaseerde analysemethode uit 1932 voor signalen waarbij, met de nodige omzichtigheid, de signaalenergie gedistribueerd over de tijd en frequentie wordt beschouwd. De kansverdeling wordt in de kwantumfysica gebruikt. De wignerdistributie  {\displaystyle W_{f}(t,\omega )} is de fouriergetransformeerde van de bitemporele functie {\displaystyle f(t+\tau /2)f^{*}(t-\tau /2)}
{\displaystyle W_{f}(t,\omega )=F\{f(t+\tau /2).f^{*}(t-\tau /2)\}}
Behalve vanuit het tijddomein kan de wignerdistributie met de inverse fouriertransformatie uit de bispectrale functie {\displaystyle F(\omega +\Omega /2)F^{*}(\omega -\Omega /2)} worden berekend
{\displaystyle W_{F}(t,\omega )={1 \over {2\pi }}F^{-1}\{F(\omega +\Omega /2).F^{*}(\omega -\Omega /2)\}}
De zo beschreven verdeling is in feite de auto-wignerdistributie. De algemene wignerdistributie is te schrijven als 
{\displaystyle W_{fg}(t,\omega )=F\{f(t+\tau /2).g^{*}(t-\tau /2)\}}